# Rubovietnamia
Rubovietnamia är ett släkte av måreväxter. Rubovietnamia ingår i familjen måreväxter.
Kladogram enligt Catalogue of Life:
| Rubovietnamia | \| \| Rubovietnamia aristata \| \| \| \| \| \| Rubovietnamia nonggangensis \| \| \| \| |
|               | \| \| Rubovietnamia aristata \| \| \| \| \| \| Rubovietnamia nonggangensis \| \| \| \| |
|               | Rubovietnamia aristata                                                                 |
|               |                                                                                        |
|               | Rubovietnamia nonggangensis                                                            |
|               |                                                                                        |